# الطرفية الغربية
مركز الطرفية الغربية يقع غرب منطقة القصيم، وتابع لمحافظة النبهانية، وتبعد عن الطريق السريع القصيم المدينة المنورة 27 كم من كوبري محطة مناخ طمية تجاه الجنوب.

## التاريخ
مركز الطرفية الغربية يقع في وادي الجرير الجريب قديما إلى الشرق من جبل طمية المشهور في أقصى منطقة القصيم ونزل الطرفية عبدالله بن راجح التويجري
فاختار أن يشتري الطرفية من أهلها بني رشيد فباعوها عليه بصاعين من النقود (صاع من الذهب - وصاع من الفضة) ، فسلمهم القيمة وذهب ليرتحل بأهله إليها، فلما أتي وإذا أهل الطرفية قد انتقضت نيتهم ونكلوا عن البيع وأبوا تسليمه إياها.
وحيث كانت له رغبة قوية فيها، لم يوافقهم على فسخ البيع وحصل بينه وبينهم نزاع، ثم ذهب إلى أهل القرعا حيث كانوا من قبيلة عنزة، فأخبرهم ونخاهم وطلب منهم مساعدته على خصمائه، فركبوا الخيل والجيش وذهبوا معه وأخرجوهم منها بالقوة، فنزل بها التويجري فرجعوا، وسماها الطرفية بدل طرفيته التي انتقل منه (بالسر) .
والان يعد مركز الطرفية الغربية من أهم مراكز غرب منطقة القصيم.

## السكان
يبلغ عدد سكان مركز الطرفية الغربية حوالي 4,000 نسمة 

## الموقع الجغرافي
تقع الطرفية الغربية غرب منطقة القصيم وتبعد عن الطريق الرابط السريع بين القصيم المدينة المنورة 27 كم. وتبعد عن مدينة بريدة 211 كم. وتبعد عن عقلة الصقور 45 كم. وتبعد عن مدينة الرس 160 كم. وعن المدينة المنورة 322 كم.

## المناخ
المناخ قاري صحراوي، حار جاف صيفًا بارد مُمطر شتاء، وتبلغ درجة الحرارة صيفًا 45°م، وفي الشتاء تصل 3- ما دون الصفر ومتوسط سقوط المطر 145 ملم.